# Dom wypoczynkowy dla dzieci w Vižňovie
Dom wypoczynkowy dla dzieci w Vižňovie – budynek  miejscowości Vižňov, położonej w Czechach,  w kraju hradeckim, w Sudetach Środkowych.

## Opis
Przed II wojną światową w Vižňovie istniał dom wypoczynkowy dla dzieci prowadzony przez Marthę Heinzel.
Dwupiętrowy budynek postawiony na planie prostokąta z trzypiętrową wieżą zbudowaną na planie kwadratu dostawioną po lewej stronie.